# Hugo Frederico de Freytag-Loringhoven
Hugo Frederico, Barão de Freytag-Loringhoven (em alemão: Hugo Friedrich Philipp Johann; 20 de maio de 1855 – 19 de outubro de 1924) Ele foi um general prussiano e autor de temas militares, agraciado com o Pour le Mérite em 1916 por suas contribuições como historiador.

## Biografia
Nascido em 20 de maio de 1855, em Copenhague, Dinamarca, filho do diplomata Carlos de Freytag-Loringhoven (1811–1882), sua família era de origem alemã do Báltico e da Vestfália.
Ele ingressou no Exército Imperial Alemão em 1877, poucos anos após a unificação da Alemanha, como tenente. Entre 1887 e 1896, ele ensinou história militar na Academia Militar Prussiana em Berlim. Posteriormente, trabalhou por um período com Alfred von Schlieffen, sendo posteriormente reconhecido como "o discípulo favorito de Schlieffen", e em 1907 assumiu o comando do 12º Regimento de Granadeiros em Frankfurt an der Oder . Em 1910 tornou-se Oberquartiermeister e em dezembro de 1913 assumiu o comando da 22ª Divisão em Cassel.
Com a mobilização de tropas em 1914 para a Primeira Guerra Mundial, ele se tornou inicialmente um oficial de ligação com as forças austro-húngaras. Posteriormente, retornou ao Comando Supremo do Exército como Stellvertretender Generalquartiermeister (Vice Intendente-General), onde atuou como conselheiro não oficial de Erich von Falkenhayn, apesar de lamentar sua falta de influência.  Ele liderou brevemente o 9º Corpo de Reserva, depois a 17ª Divisão de Reserva, e em setembro de 1916 voltou ao Comando Supremo do Exército. Em 18 de abril de 1918 foi promovido a General de Infantaria .
Ele faleceu em 19 de outubro de 1924, em Weimar, aos 69 anos de idade.

## Publicações
As suas obras publicadas incluem: 
- Studien über die Kriegsführung im Sezessionskrieg (1897)
- Deduções da Guerra Mundial, a tradução inglesa de Folgerungen aus dem Weltkriege (1918)
- Heerführung Moltke e Napoleões (1910)
- Generalfeldmarschall Conde Schlieffen (1910)
- Uma nação treinada em armas ou uma milícia? Lições de guerra do passado e do presente (1918)
- Kriegsführung e Política (1918)
- Menschen und Dinge, wie ich sie in meinem Leben sah (1923)
- A Psique Der Heere (1923)

## Família
Seu filho, o Barão Hugo Leopoldo de Freytag-Loringhoven, casou-se com a artista e poetisa dadaísta Elsa von Freytag-Loringhoven .